# Ahmad Wali Karzai

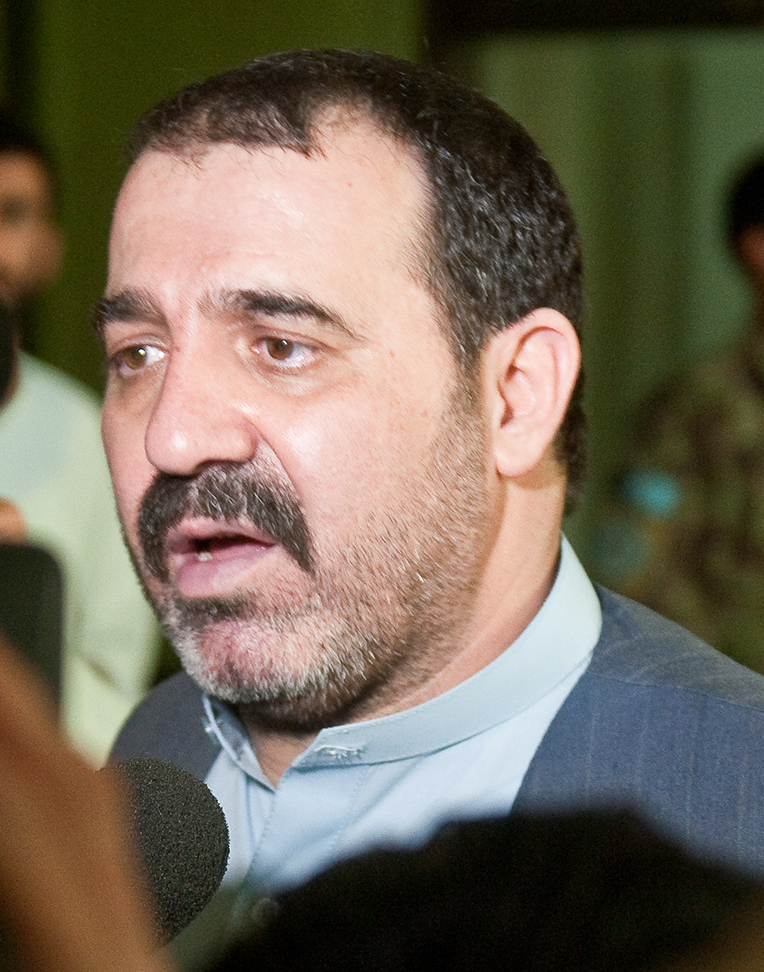
Ahmad Wali Karzai (2010)

Ahmad Wali Karzai (paschtunisch احمد ولي کرزی; Spitzname: König von Kandahar; * 1961 in Karz; † 12. Juli 2011 in Kandahar) war ein afghanischer Politiker. Er war der Halbbruder des ehemaligen afghanischen Präsidenten Hamid Karzai.

## Leben

### Exil
Nach dem Einmarsch der Roten Armee 1979, der den Beginn des sowjetisch-afghanischen Krieges markierte, ging er mit seiner Familie in die Vereinigten Staaten ins Exil, wo sie Restaurants in San Francisco, Boston, Chicago und Baltimore leiteten.
Mitte der 1990er zog er nach Pakistan, um gemeinsam mit Hamid Karzai Truppen gegen die Taliban aufzustellen.

### Politische Karriere in Afghanistan
Nachdem Hamid Karzai Ende 2001 zum afghanischen Präsidenten ernannt worden war, wurde Ahmad Wali Karzai 2005 zum Vorsitzenden des Provinzrates von Kandahar gewählt. Er galt als einer der mächtigsten Afghanen und war für viele ein Symbol für die Korruption und Vetternwirtschaft in Afghanistan. Ihm wurde vorgeworfen, in den Drogenhandel verwickelt zu sein und für die CIA zu arbeiten.
Er nahm, als Vertreter der Provinz Kandahar, an den Loja Dschirgas 2002 und 2004 teil.
Seine als Kandahar Strike Force bekannte Miliz wurde von der NATO mitfinanziert.
Anfang 2009 stürmten vier Selbstmordattentäter Karzais Büroräume und töteten 13 Personen. Er selbst entging dem Anschlag, da er das Büro kurz vorher verlassen hatte.
Ahmad Wali Karzai überlebte im Mai 2009 einen Angriff der Taliban auf seinen Fahrzeugkonvoi, bei dem einer seiner Leibwächter umkam.

### Tod
Am 12. Juli 2011 wurde er in Kandahar ermordet. Die Taliban übernahmen, laut ihrem Sprecher Kari Jussif Ahmadi, die Verantwortung für die Tat. Sie geben an, dass einer von Karzais Leibwächtern, der auch sein Vertrauter gewesen sein soll, Karzai in ihrem Auftrag getötet habe, jedoch sind die genauen Umstände unklar. Laut dem Gouverneur der Provinz Kandahar, Toryalai Weesa, wurde er von einem seiner Leibwächter, der seit zehn Jahren im Dienste der Familie stand, erschossen. Die beiden sollen sich allein in einem Raum aufgehalten haben, als Karzai um elf Uhr mittags mit zwei Schüssen in Brust und Kopf getötet wurde. Der Leibwächter sei anschließend in einem Feuergefecht getötet worden. Auf dem Grundstück hielten sich zu der Zeit zahlreiche Lokalpolitiker auf, die auf eine Audienz bei Karzai warteten.
Bei einem Gedenkgottesdienst für Karzai am 14. Juli in der Sara-Jama-Moschee in Kandahar sprengte sich ein Selbstmordattentäter in die Luft und tötete dabei mindestens vier Menschen, darunter einen der wichtigsten islamischen Kleriker des Landes.

## Familie
Karzai hatte zwei Söhne und drei Töchter.